# Jamaica (Iowa)
Pour les articles homonymes, voir Jamaica.
Jamaica est une ville du comté de Guthrie, en Iowa, aux États-Unis. Elle est incorporée le 4 janvier 1901.

## Source de la traduction
- (en) Cet article est partiellement ou en totalité issu de l’article de Wikipédia en anglais intitulé « Jamaica, Iowa » (voir la liste des auteurs).